# 石川武 (実業家)
石川 武（いしかわ たける、1925年6月10日 - 1997年4月3日）は、日本の経営者。大正海上火災保険社長、会長を務めた。東京都出身。

## 経歴
1950年に慶應義塾大学法学部政治学科を卒業し、同年に大正海上火災保険(現在の三井住友海上火災保険)に入社。
1974年に取締役に就任し、1976年に常務、1978年7月に専務を経て、1982年7月には社長に就任。1990年6月に会長に就任。
1997年4月3日呼吸不全のために死去。71歳没。